# Ботсванська пула
Пула — грошова одиниця держави Ботсвана.

## Історія
Пула введена в обіг у 1976 році в Ботсвані замість південно-африканського ранда. У 2005 році в результаті інфляції вона подешевшала на 12 % , пула залишається однією з найсильніших валют в Африці.

## Монети
Тхебе (перекладається як «щит») — розмінна монета пулу та є її сотою частиною. На сьогоднішній день в обігу знаходяться 5, 10, 25 та 50 тхебе (крім цього у вигляді монет в обігу перебувають 1, 2 та 5 пулу).
Всі монети — різні за розмірами. Особливістю їх можна назвати те, що тхебе не круглі, а мають зрізані кути.
Карбуються монети Ботсвани, як і в більшості країн світу, з різних сплавів; найпопулярнішими металами для виготовлення монет є мідь, сталь, нікель у різних пропорціях.
- 5 тхебе (лицьовий бік зображає птаха; зворотний — герб Ботсвани)
- 10 тхебе (лицьовий бік зображає кози; зворотний — герб Ботсвани)
- 25 тхебе (лицьовий бік зображає буйвола; зворотний — герб Ботсвани)
- 50 тхебе (лицьовий бік зображає орла в польоті; зворотний — герб Ботсвани)
- 1 пула (лицьовий бік зображає зебру, що біжить; зворотний — герб Ботсвани)
- 2 пули (лицьовий бік зображає носорога; зворотний — герб Ботсвани)
- 5 пул (лицьовий бік зображає гусінь; зворотний — герб Ботсвани)

## Банкноти
У 1976, Банк Ботсвани ввів купюри 1, 2, 5, 10 і 20 пул. 1 та 2 пули було замінено монетами в 1991—1994 рр., також уведено купюри 50 і 100 пул у 1992—1993 рр.
Купюру 5 пул замінено монетою у 2000 р.
| Зображення | Зображення | Номінал (в пулах) | Розміри (мм) | Основні кольори     | Опис                                              | Опис                                       | Опис                               | Рік друку |
| Аверс      | Реверс     | Номінал (в пулах) | Розміри (мм) | Основні кольори     | Аверс                                             | Реверс                                     | Водяний знак                       | Рік друку |
| ---------- | ---------- | ----------------- | ------------ | ------------------- | ------------------------------------------------- | ------------------------------------------ | ---------------------------------- | --------- |
|            |            | 10                | 66×132       | зелений, жовтий     | Портрет [кого?]                                   | Будівля Національної Асамблеї (парламенту) | Кінь, що став на диби та число 10  | 2009      |
|            |            | 20                | 69×138       | червоний, рожевий   | Портрет Кґалеманґа Монсете, автора гімну Ботсвани | Збагачувальна фабрика                      | Кінь, що став на диби та число 20  | 2009      |
|            |            | 50                | 72×144       | коричневий, жовтий  | Портрет Серетсе Кхама                             | Дельта р. Окаванго, птах із рибою          | Кінь, що став на диби та число 50  | 2009      |
|            |            | 100               | 75×150       | синій, сірий        | Груповий портрет: Батоен I, Себеле I і Кхама III  | Видобуток і сортування алмазів             | Кінь, що став на диби та число 100 | 2009      |
|            |            | 200               | 78×156       | коричневий, зелений | Жінка читає дітям буквар                          | Зебри на водопої                           | Кінь, що став на диби та число 200 | 2009      |

Згідно з прес-релізом, старі банкноти в 1, 2 та 5 пул припиняють обіг 1 липня 2006, і можуть обмінюватися центральним банком упродовж 5 років.
Нова серія з п'яти банкнот вийшла в серпні 2009.

## Цікаві факти
На мові тсвана назва грошової одиниці «пула» означає «нехай буде дощ». Так само звучить привітання та девіз держави.